# Анджелина Балерина
«Анджелина Балерина» — серия детских книг американской писательницы Кэтрин Холаберд. Иллюстрации к книге нарисовал художник Хелен Крейг.

## Сюжет
Серия повествует о вымышленной мышке, полное имя которой - Анджелина Жанетт Мышелинг, и она учится на балерину. Действие сериала происходит в Чиппинг-Чеддере, месте, похожем на Лондон 1920-х годов.
Первая книга серии была опубликована в 1983 году, и с тех пор в серии вышло более двадцати книг.  Имя «Анджелина» было вдохновлено редактором по имени Анжела из Aurum Press.

## Экранизации
По книгам были созданы два мультсериала: «Анджелина Балерина» (2001–2003 гг.) и CGI-анимация «Анджелина Балерина: Следующие шаги» (2009–2010).
В 2001 году компания «HIT Entertainment» в Великобритании выпустила мультсериал «Анджелина Балерина», который состоял из 40 пятнадцатиминутных эпизодов, основанных на книгах Кэтрин Холаберд. В сериале актриса Финти Уильямс озвучивала Анджелину, а ее мать Джуди Денч - мисс Лилли. Сериал транслировался на CITV в Великобритании и на PBS в США.
Затем последовала компьютерная анимация «Анджелина Балерина: Следующие шаги», премьера которой состоялась в эфире «PBS» в сентябре 2009 года. Режиссер Дэвис Дои, анимация - SD Entertainment.
Осенью 2007 года Английский национальный балет взял с собой в турне живую версию оперы «Анджелины Балерины» под названием «Звездное выступление Анджелины».